# Valérie Niquet
Valérie Niquet née le 12 janvier 1958 à Paris est une politologue, chercheuse en géopolitique française spécialiste de la Chine et de l'Asie du Sud-Est. Elle est également traductrice de textes classiques sur la stratégie chinoise. Elle fait partie de l'équipe des chercheurs de la Fondation pour la recherche stratégique (en) (FRS).

## Biographie
Valérie Niquet effectue des études en science politique et en mandarin. En 1980, elle obtient une maîtrise en science politique à l'université Paris-Sorbonne. En 1981, elle obtient une maîtrise de chinois à l'université Paris-Diderot. Pour son sujet de mémoire, elle traduit et présente un texte classique chinois : l’Art de la guerre de Sun Zi. En 1985, elle soutient la thèse de doctorat en science politique avec pour sujet : Les relations sino-soviétiques pendant la seconde guerre mondiale 1937-1945.
Elle enseigne à l'Institut d'études politiques de Lille et à l'École militaire jusqu'en 2006. Jusqu'en 2005, elle est directrice de recherche Asie à l'Institut de relations internationales et stratégiques (IRIS). De 2005 à 2010, elle est directrice du Centre Asie à l'Institut français des relations internationales (IFRI). Elle fonde et dirige l’Observatoire de l’Asie du Nord-Est en coordination avec la direction aux affaires stratégiques.
Depuis 2010, Valérie Niquet est responsable du pôle Asie à la Fondation pour la recherche stratégique.
En 2017, elle publie La puissance chinoise en 100 questions, sur la Chine du président Xi Jinping.
En 2019, la filiale française de Huawei dépose trois plaintes contre X qui visent des propos tenus par Valérie Niquet,.

## Publications
- Les fondements de la stratégie chinoise, Paris, Economica, 1997, 82 p. (ISBN 2-7178-3337-4)
- La puissance chinoise  en 100 questions, Paris, Tallandier, 2017, 270 p. (ISBN 979-10-210-1937-9, lire en ligne)
- Le Japon en 100 questions : un modèle en déclin, Paris, Tallandier, 2020, 327 p. (ISBN 979-10-210-3395-5)
- Chine-Japon : l'affrontement, Paris, Perrin, 2006, 220 p. (ISBN 2-262-02439-1)
- Taïwan face à la Chine, Paris, Tallandier, 2022, 239 p.  (ISBN 979-10-210-4728-0)

## Traductions
- Sun Tzu, L'Art de la guerre, Paris, Economica, 1988, 107 p. (ISBN 2-7178-1377-2)
- Sun Tzu, Le traité militaire, Paris, Economica, 1996, 124 p. (ISBN 2-7178-3011-1)
- Sun Tzu, L'Art de la guerre, Paris, Éditions de la Martinière (Beau-livre), 2022, 216 p. (ISBN 9791040113591)